# Большой Антибес
Большо́й Антибе́с — село в Мариинском районе Кемеровской области. Входит в состав Большеантибесского сельского поселения.

## География
Центральная часть населённого пункта расположена на высоте 121 м над уровнем моря.

## Население
| 2010 |
| ---- |
| 396  |

### Половой состав
По данным Всероссийской переписи населения 2010 года, в селе Большой Антибес проживало 396 человек (181 мужчина, 215 женщин).